# Xã Clay, Quận Holt, Missouri
Xã Clay (tiếng Anh: Clay Township) là một xã thuộc quận Holt, tiểu bang Missouri, Hoa Kỳ. Năm 2010, dân số của xã này là 522 người.